# Daniel Navarro
Daniel Navarro García (Salamanca, 18 de julho de 1983), conhecido como Dani Navarro, é um ciclista espanhol, formado na cidade asturiana de Gijón.

## Biografia
Formou-se como ciclista de base na equipa gijonés Estel Las Mestas, e como amador no ONZE-Würth. Estreiou como profissional em 2005 com a equipa espanhola Liberty Seguros-Würth. Destaca como escalador. Actua como gregario, como demonstrou no Tour de France de 2010, atirando duramente a favor de Alberto Contador. Desde 2013 fez parte da equipa francesa Cofidis, Solutions Crédits, pelo que assinou em agosto de 2012 para procurar a "oportunidade de poder brilhar individualmente". Entre os sucessos obtidos até este momento, destacam a vitória na quinta etapa da Dauphiné Libéré em 2010 e o primeiro posto na 3.ª etapa do Tour de L’Ain em 2012, que lhe serviu para se vestir de líder. Finalmente ocupou a terceira posição na geral. Também levantou os braços em 2013, ao se adjudicar a XXXIII edição da Volta a Múrcia.
Em 2014 conseguiu seu primeiro triunfo de etapa numa grande volta depois de impor-se na 13.ª etapa da Volta Espanha com final no Parque de Cabárceno.
Na equipa francesa esteve seis anos, fazendo-se oficial em agosto de 2018 sua marcha ao Team Katusha-Alpecin em 2019. Neste conjunto permaneceu um ano, incorporando depois de seu desaparecimento ao Israel Start-Up Nation.
A temporada de 2021 começou-a sem equipa, situação na que esteve até mês de março quando se fez oficial seu contrato pelo Burgos-BH.

## Palmarés
- 2010
  - 1 etapa do Critério do Dauphiné

- 2012
  - 1 etapa do Tour de l'Ain

- 2013
  - Volta a Múrcia

- 2014
  - 1 etapa da Volta a Espanha

## Resultados em Grandes Voltas e Campeonatos do Mundo
| Corrida            | Corrida            | 2005 | 2006 | 2007 | 2008 | 2009 | 2010 | 2011 | 2012 | 2013 | 2014 | 2015 | 2016 | 2017 | 2018 | 2019 | 2020 | 2021 | 2022 |
| ------------------ | ------------------ | ---- | ---- | ---- | ---- | ---- | ---- | ---- | ---- | ---- | ---- | ---- | ---- | ---- | ---- | ---- | ---- | ---- | ---- |
|                    | Giro d'Italia      | —    | 91.º | —    | —    | 31.º | —    | 44.º | —    | —    | —    | —    | —    | —    | —    | Ab.  | 48.º | —    | —    |
|                    | Tour de France     | —    | —    | Ab.  | —    | —    | 49.º | 62.º | —    | 9.º  | Ab.  | 66.º | Ab.  | 27.º | 45.º | —    | —    | —    | —    |
|                    | Volta a Espanha    | —    | —    | —    | —    | 13.º | —    | —    | 55.º | —    | 10.º | 30.º | —    | 81.º | —    | 40.º | —    | 24.º | —    |
| Mundial em Estrada | Mundial em Estrada | —    | —    | —    | —    | —    | —    | —    | —    | —    | Ab.  | —    | —    | —    | —    | —    | —    | —    | —    |

—: não participa

Ab.: abandono

## Equipas
- Liberty Seguros-Würth (2005-2006)
  - Liberty Seguros-Würth Team (2005-05.2006)
  - Würth Team (06.2006-07.2006)
  - Astana-Würth Team (07.2006-12.2006)
- Astana (2007-2010)
- Saxo Bank (2011-2012)
  - Saxo Bank-Sungard (2011)
  - Saxo Bank-Tinkoff Bank (2012)
- Cofidis, Solutions Crédits (2013-2018)
- Team Katusha-Alpecin (2019)
- Israel Start-Up Nation (2020)
- Burgos-BH (03.2021-)